# تشارلي فلمنج
تشارلي فلمنج (بالإنجليزية: Charlie Fleming)‏ (12 يوليو 1927 في المملكة المتحدة - 15 أغسطس 1997) هو مدرب كرة قدم ولاعب كرة قدم بريطاني في مركز الهجوم. شارك مع منتخب اسكتلندا لكرة القدم ومنتخب المملكة المتحدة الوطني لكرة القدم. أما مع النوادي، فقد لعب مع نادي سندرلاند ونادي إيست فيف ونادي باث سيتي.

## وصلات خارجية
- تشارلي فلمنج على موقع الاتحاد الإسكتلندي (الإنجليزية)
- تشارلي فلمنج على موقع قاعدة بيانات كرة القدم.إي يو (الإنجليزية)